# Kapela Pontano
Kapela Pontano ili Cappella dei Pontano je kapela u renesansnom stilu u središnjem Napulju, Italija, na Via dei Tribunali, ispred crkve Santa Maria Maggiore alla Pietrasanta, kojoj zaklanja lijevo donje pročelje.
Kapelu je 1492. sagradio humanist Giovanni Pontano kao pogrebnu kapelu za svoju voljenu ženu Adrianu Sassone. Arhitekti, braća Giocondo i Francesco di Giorgio, dali su zgradi Vitruvijeve proporcije po dužini i širini. Spokojna fasada, naizgled neprikladna sa svijetlim dinamičnim pročeljem Santa Maria Maggiore, izgrađena je od sive stijene piperno s pilastrima. U unutrašnjosti je pod od majolike. Iza oltara je freska Madone sa svecima Ivanom Krstiteljem i Ivanom Evanđelistom (oko 1492.) koja se pripisuje Francescu Cicinu da Caiazzu . 40°51′00″N 14°15′16″E / 40.850124°N 14.254516°E